# Casa Asols (Manresa)
La Casa Asols és un edifici del municipi de Manresa (Bages) protegida com a bé cultural d'interès local.

## Descripció
És un gran casal construït al segle xviii seguint la tipologia barroca. D'àmplia parcel·la, consta de planta baixa i tres pisos. Edifici d'habitatges actualment amb dues escales de veïns; la que correspon al n. 7, amb escala interior estreta a tres habitatges. La del n. 9, conté el portal i l'escala principal, ampla, feta de pedra, que puja fins al primer pis i ventila a un pati interior. L'escala continua als pisos superiors amb revestiment de rajola. La façana principal presenta un ritme de balcons de forja l'amplada dels quals disminueix en alçada, tots ells d'esquema vertical i en forma d'arc rebaixat. Coberta de teula, formant ràfec amb imbricacions també de teula.

## Història
El portal principal data del 1789. Posteriorment la casa ha sofert modificacions que han fragmentat els seus interiors.